# Municipio de Solna
Solna ([ˈso:lna] en sueco: Solna kommun o Solna stad) es un municipio situado al norte de la ciudad de Estocolmo, siendo parte integrante del área metropolitana de la capital sueca. Solna delimita con esta misma al sur, sureste y noreste, con Sundbyberg al oeste, al norte con Sollentuna y finalmente al noreste con Danderyd.
En esta ciudad se disputaron la final de la Copa Mundial de Fútbol de 1958 y de la Copa Mundial Femenina de Fútbol de 1995, ambas en el Estadio Råsunda.

## Planificación urbana
Solna está dividida en 8 barrios:
- Bergshamra
- Haga
- Hagalund
- Huvudsta
- Järva
- Råsunda
- Skytteholm
- Ulriksdal

En el municipio de Solna está situado el Cementerio del Norte (Norra begravningsplatsen), lugar de sepultura de numerosas personalidades suecas, como Alfred Nobel, Ingrid Bergman o Mauritz Stiller, Victor Sjöström o August Strindberg, entre otros. También se encuentra ubicado uno de los hospitales más importantes del país, el Hospital universitario Karolinska.

## Evolución demográfica
| Gráfica de evolución de Municipio de Solna entre 1970 y 2018 |
|                                                              |

## Transporte
El transporte público es gestionado por Storstockholms Lokaltrafik (SL, propiedad de la diputación provincial de Estocolmo) y además de varias líneas de autobús, existen dos estaciones de trenes de cercanías y seis estaciones del Tunnelbanan, el Metro de Estocolmo.  Por Solna pasan las carreteras de salida de Estocolmo hacia el noroeste Enköping, el norte Uppsala y el noreste Norrtälje, denominadas E-18, E-4 y E-18.

## Economía
Dentro de las empresas ubicadas en Solna se destacan Skanska y SAS.

## Deportes
Dentro del municipio se encontraba el Estadio Råsunda, sede de la final de la Copa Mundial de Fútbol de 1958 y de la Copa Mundial Femenina de Fútbol de 1995. Ahora ha sido substituido por el novedoso Friends Arena.
Equipos famosos: 
| Equipo        | Deporte    | Estadio        | Creación |
| ------------- | ---------- | -------------- | -------- |
| AIK Solna     | Fútbol     | Friends Arena  | 1891     |
| Athletic FC   | Fútbol     | Skytteholms IP | 2007     |
| Blue Hill KF  | Fútbol     | Skytteholms IP |          |
| Råsunda IS    | Fútbol     | Skytteholms IP | 1912     |
| Vasalunds IF  | Fútbol     | Skytteholms IP | 1934     |
| Solna Vikings | Baloncesto | Solnahallen    | 1999     |